# Je sais pourquoi chante l'oiseau en cage
 (septembre 2022).
Si vous disposez d'ouvrages ou d'articles de référence ou si vous connaissez des sites web de qualité traitant du thème abordé ici, merci de compléter l'article en donnant les références utiles à sa vérifiabilité et en les liant à la section « Notes et références ».
Je sais pourquoi chante l'oiseau en cage (titre original : I Know Why the Caged Bird Sings) est un roman autobiographique publié en 1969 sur les jeunes années de la militante et écrivaine américaine Maya Angelou. Premier d'une série de sept volumes, ce roman initiatique illustre combien force de caractère et amour de la littérature peuvent aider à affronter le racisme et les traumatismes. Le récit commence lorsque Maya, alors âgée de trois ans, et son frère aîné sont envoyés dans la ville de Stamps, dans l'Arkansas, afin d'y vivre chez leur grand-mère et se termine lorsque la narratrice devient mère à l'âge de dix-sept ans. Le livre raconte comment Maya, victime de la ségrégation, de l'abus de pouvoir et souffrant d'un complexe d'infériorité, se transforme petit à petit en une femme digne, sûre d'elle, capable d'affronter le racisme.

## Genèse
Ce sont son ami l'écrivain James Baldwin et son éditeur Robert Loomis (en) qui demandèrent à Maya Angelou d'écrire son autobiographie. De par l'emploi de techniques stylistiques propres à la fiction, certains critiques ont vu dans son œuvre plus un roman autobiographique qu'une biographie, là où la majorité de la critique y a vu une autobiographie dont Maya Angelou en aurait changé et étendu les codes. Le récit traite de sujets propres aux autres biographies d'Afro-Américaines durant les années qui suivirent le mouvement américain des droits civiques : la maternité d'une femme noire, une critique du racisme, l'importance de la famille, et la quête de l'indépendance et de la dignité de la personne.

## Éditions françaises
- Maya Angelou, Je sais pourquoi chante l'oiseau en cage, Maya Angelou, traduction de l'anglais (États-Unis) par Christiane Besse, Livre de Poche, Paris, septembre 2009, 352 pages.  (ISBN 2253127531)
- Maya Angelou, Je sais pourquoi chante l'oiseau en cage, livre audio lu par Barbara Hendricks, trad. Christiane Besse, des femmes-Antoinette Fouque, « La Bibliothèque des voix », Paris, mars 2022, 11h16.  (EAN 3328140024968 et 3328140024975) - Prix du Livre audio 2023 France Culture - Lire dans le noir[1]

## Sources
- (en) Cet article est partiellement ou en totalité issu de l’article de Wikipédia en anglais intitulé « I Know Why the Caged Bird Sings » (voir la liste des auteurs).